# Leszek Szopa
Leszek Kazimierz Szopa (ur. 5 września 1949 w Szczecinie) – polski dziennikarz (m.in. twórca programu „Śmiechu warte” powadzonego przez Tadeusza Drozdę, Przemysława Żejmo, Wojciecha Kamińskiego, Krzysztofa Piaseckiego i emitowanego w TVP1), także działacz opozycji demokratycznej w PRL. Ojciec Katarzyny Szopy, potem Suchorzewskiej.
Postanowieniem Prezydenta RP z dnia 18 października 2002, za zasługi dla rozwoju Telewizji Polskiej, został odznaczony Złotym Krzyżem Zasługi.